# Ṣfūf
El ṣfūf (en árabe: صفوف‎) es un pastel hecho con harina de almendra libanesa preparado para festejos, en cumpleaños, reencuentros familiares, y vacaciones religiosas. Está hecho de harina de sémola sazonada con cúrcuma, azúcar, huevos, polvo de hornear, pasta de sésamo, anís, y piñones.

## Preparación
Se mezclan todos los ingredientes en un tazón, se lo vierte en un molde para hornear previamente engrasado, luego se lo hornea a temperatura moderada 180 °C, durante 45 minutos. El tiempo de cocción difiere de tamaño del molde.